# Swanzey (Nuevo Hampshire)
Swanzey es un pueblo ubicado en el condado de Cheshire en el estado estadounidense de Nuevo Hampshire. En el Censo de 2010 tenía una población de 7.230 habitantes y una densidad poblacional de 61,5 personas por km².

## Geografía
Swanzey se encuentra ubicado en las coordenadas 42°51′30″N 72°17′47″O / 42.85833, -72.29639. Según la Oficina del Censo de los Estados Unidos, Swanzey tiene una superficie total de 117.55 km², de la cual 116.59 km² corresponden a tierra firme y (0.82%) 0.96 km² es agua.

## Demografía
Según el censo de 2010, había 7.230 personas residiendo en Swanzey. La densidad de población era de 61,5 hab./km². De los 7.230 habitantes, Swanzey estaba compuesto por el 95.98% blancos, el 0.32% eran afroamericanos, el 0.17% eran amerindios, el 1.73% eran asiáticos, el 0.03% eran isleños del Pacífico, el 0.4% eran de otras razas y el 1.38% pertenecían a dos o más razas. Del total de la población el 1.48% eran hispanos o latinos de cualquier raza.